# Rendezvous (Karikatur)
 Rendezvous  (von französisch Rendez-vous ‚Verabredung‘) ist der Titel einer Karikatur des britischen politischen Karikaturisten David Low (1891–1963), die am 20. September 1939 im Evening Standard erschien und eine künstlerische Reaktion auf die Invasion Polens durch den gemeinsamen Angriff von Nazi-Deutschland und der Sowjetunion auf die Republik Polen darstellt, der den Beginn des Zweiten Weltkriegs markierte.

## Karikatur
Die Karikatur machte sich über die Art und Weise lustig, in der sich die Beziehung zwischen Adolf Hitler und Joseph Stalin von erbitterter Feindschaft zu höflicher Zusammenarbeit gewandelt hatte. Die Aufteilung Polens zwischen dem Deutschen Reich und der Sowjetunion wird mit bitterstem Humor aufs Korn genommen. Sie zeigt zwei Mörder, zum einen Hitler (links), zum anderen Stalin (rechts), die sich in der Mitte Polens (repräsentiert durch den bäuchlings auf dem Boden liegenden Toten) quasi „zufällig“ treffen (eine Zufälligkeit, die die Karikatur zynisch bloßlegt). Die deutsche Besetzung Polens (1939–1945) im Zweiten Weltkrieg hatte mit dem Überfall der deutschen Wehrmacht auf Polen am 1. September 1939 begonnen, gemäß dem geheimen Zusatzprotokoll des Hitler-Stalin-Paktes vom 23. August 1939 marschierten am 17. September auch sowjetische Truppen ein.
Auf dem Bild stehen sich Adolf Hitler und Josef Stalin gegenüber und zollen einander, über die Leiche ihres gemeinsam ermordeten Opfers (d. h. Polen, personifiziert als meuchlings getötete Person) hinweg, durch kultiviertes Verbeugen und Hutziehen Respekt, beide stehen in einer kriegszerstörten Landschaft. Sie tauschen dabei in dargestellter höflichster Gestik Grußformeln aus:
(Hitler zu Stalin:)
“The scum of the Earth, I believe?” (etwa: „Der Abschaum der Erde, glaube ich?“) –
(Stalin zu Hitler:)
“The bloody assassin of the workers, I presume?” (etwa: „Der blutige Mörder der Arbeiter, nehme ich an?“)

## Vorbild

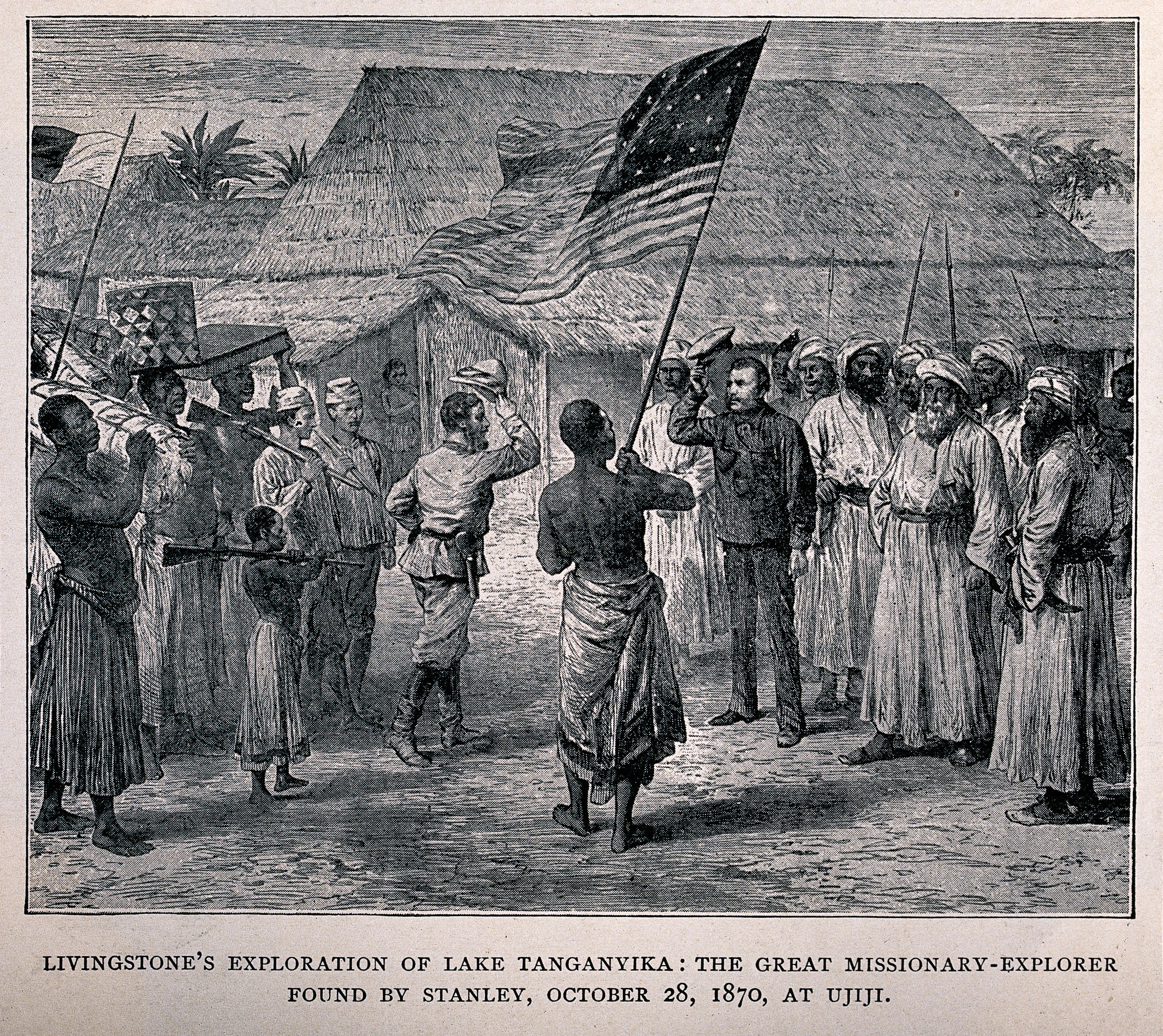
David Livingstone wird von Henry Morton Stanley gefunden (eine der vielen künstlerischen Darstellungen des als Vorbild dienenden Ereignisses)

Die Karikatur Rendezvous ist eine Parodie auf den (jedem Briten bekannten Satz) „Dr. Livingstone, I presume?“ ('Doktor Livingstone, wie ich vermute?), Henry Morton Stanleys angeblichen Gruß an David Livingstone im November 1871. Verschiedene künstlerische Rekonstruktionen dieses Ereignisses auf dem Boden Afrikas zeigen, wie die beiden gegenseitig den Hut voreinander zur Begrüßung ziehen. Diese Begrüßungsworte, die Stanley an Livingstone richtet, als er ihn endlich fand, gingen in die Geschichte ein. Er wird von Reisenden, die sich in Afrika zufällig begegnen, oftmals bei der Begrüßung wiederholt. Beide waren bedeutende Erforscher Innerafrikas.